# Bert Drees
Albert (Bert) Drees (Wijchmaal, 25 mei 1916 - Rotselaar, 1 november 2010) was een Belgisch bestuurder. Hij was voorzitter van de Katholieke Werklieden Bond (KWB). 

## Levensloop
Drees was tijdens zijn humaniora in het Kleinseminarie van Sint-Truiden leider bij de Katholieke Studentenactie (KSA). Hij was gouwhoofdman voor Limburg. Hij studeerde verder aan de sociale hogeschool in Heverlee, waar hij in contact kwam met de arbeidersproblematiek. Hij werd actief binnen de plaatselijke Kristelijke Arbeidersjongeren (KAJ). In 1939 werd hij vrijgestelde voor de KAJ in Limburg. Tijdens de Tweede Wereldoorlog studeerde hij verder aan de Katholieke Universiteit Leuven (KUL), waar hij in 1947 afstudeerde als doctor in de rechten.
Na zijn studies verhuisde hij beroepsmatig naar de KWB, waarvan hij in 1945 aangeduid geworden was als eerste nationale voorzitter. Hij bleef dit tot 1954 toen hij de studiedienst van de KWB oprichtte. Hij had ondertussen ook nog psychologie gestudeerd aan de KUL. Hij bouwde deze studiedienst verder uit.
Drees was via de KWB ook actief als bestuurder binnen de koepelorganisatie, het Algemeen Christelijk Werknemersverbond (ACW). In 1965 stapte hij over naar de studiedienst van het ACW. In 1979 ging hij met brugpensioen.
Beroepsmatig was Drees actief binnen de vorming van arbeiders. Hij was directeur of bestuurder in diverse vormingscentra. In 1984 werd Drees ereburger in zijn geboortestad Peer.